# Kevin Costello
Pour les articles homonymes, voir Costello.
Kevin Joseph Costello (né en 1977) est un mathématicien irlandais, titulaire de la chaire Wayne et Elizabeth Jones de professeur de mathématiques à l'université Northwestern. Depuis 2014, Costello occupe la chaire de physique théorique William Rowan Hamilton de la fondation Krembil à l'Institut Périmètre de physique théorique.

## Formation
Costello fait ses études à l'université de Cambridge où il obtient un doctorat en 2003 pour ses recherches sur les  invariants de Gromov-Witten (en) sous la supervision d'Ian Grojnowski.

## Carrière et recherches
Costello travaille dans le domaine de la physique mathématique, en particulier les fondements mathématiques de la théorie quantique des champs perturbative et les applications des théories topologique (en) et conforme des champs à d'autres domaines des mathématiques. Dans le livre Renormalization and Effective Field Theory, il introduit un formalisme mathématique rigoureux pour le groupe de renormalisation de flux de formalisme de Kenneth Wilson et, dans ce cadre, démontre que la théorie de Yang-Mills est renormalisable.
Des travaux plus récents sur le formalisme de la théorie quantique des champs utilisent l'idée d'une algèbre de factorisation pour décrire la structure locale d'observables quantiques, comme l'operator product expansion (en) (OPE) pour les théories conformes. En utilisant ce langage, Costello donne une construction rigoureuse du genre de Witten (en) en  cohomologie elliptique (en), à l'aide d'une variante de la théorie de Chern-Simons.
Avec Davide Gaiotto (en), Kevin Costello est l'un des deux chercheurs nommés à une chaire par l'Institut Perimètre en 2014, chaire financée par un fonds de quatre millions d'euros d'investissement par la fondation Krembil. La nomination de Costello est saluée par les médaillés Fields Maxime Kontsevitch et Edward Witten.

## Prix et distinctions
Costello est élu Fellow de la Royal Society (FRS) en 2018. Il reçoit le prix Berwick par la London Mathematical Society en 2017. En 2020 il est lauréat du prix Eisenbud. En 2022 il reçoit le prix John L. Synge.

## Publications
- Renormalization and Effective Field Theory. In: Mathematical Surveys and Monographs. vol 170, American Mathematical Society, 2011, Preprint
- A geometric construction of the Witten genus. I, Arxiv Preprint 2010, Teil 2, Arxiv
- Topological conformal field theories and gauge theories. In: Geometry & Topology. vol 11, 2007, pp 1539–1579, Arxiv
- Topological conformal field theories and Calabi-Yau categories. In: Adv. Math. vol 210, 2007, pp 165–214, Arxiv
- avec Claudia Scheimbauer: Lectures on mathematical aspects of (twisted) supersymmetric gauge theories. Les Houches Winter School 2012, Arxiv
- Supersymmetric gauge theory and the Yangian. Arxiv, 2013
- avec Owen Gwilliam, Factorization Algebras in Quantum Field Theory, Cambridge University Press, 2014, Preprint.
- Kevin Costello et Tucker Costello, Game Theory and Squirrels: Chasing Uncatchable Solutions, Nicol Press (Indépendant), 2019 (à paraître).